# Saint-André-le-Puy
Saint-André-le-Puy település Franciaországban, Loire megyében. Lakosainak száma 1534 fő (2022. január 1.). Saint-André-le-Puy Bellegarde-en-Forez, Cuzieu, Marclopt, Montrond-les-Bains és Saint-Cyr-les-Vignes községekkel határos.

## Népesség
A település népessége az elmúlt években az alábbi módon változott:
| Lakosok száma | 653  | 1002 | 1151 | 1189 | 1405 | 1524 | 1539 | 1527 | 1518 | 1534 |
|               | 1968 | 1982 | 1990 | 2006 | 2013 | 2015 | 2017 | 2019 | 2020 | 2022 |